# 須成祭

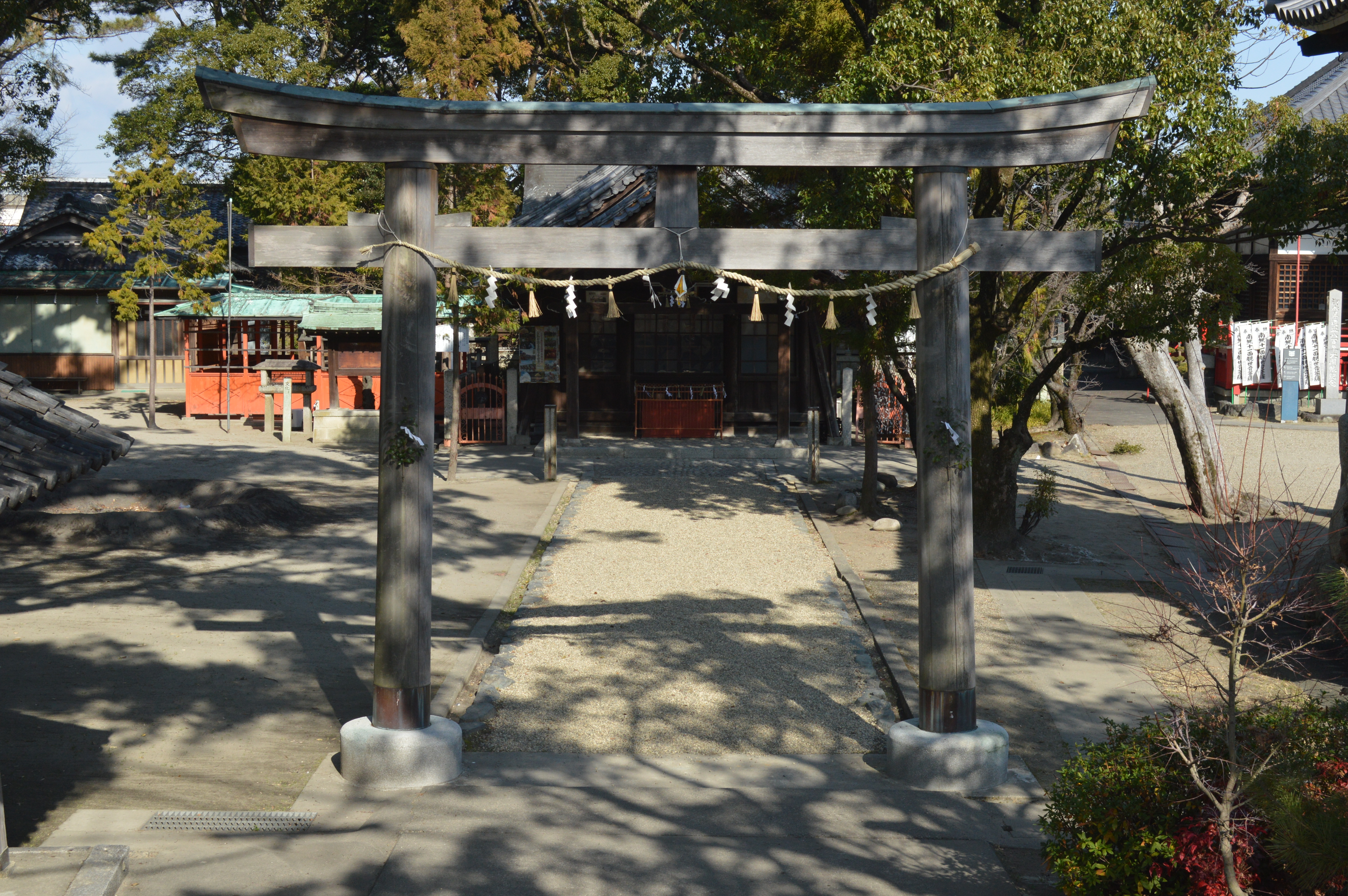
冨吉建速神社・八剱社

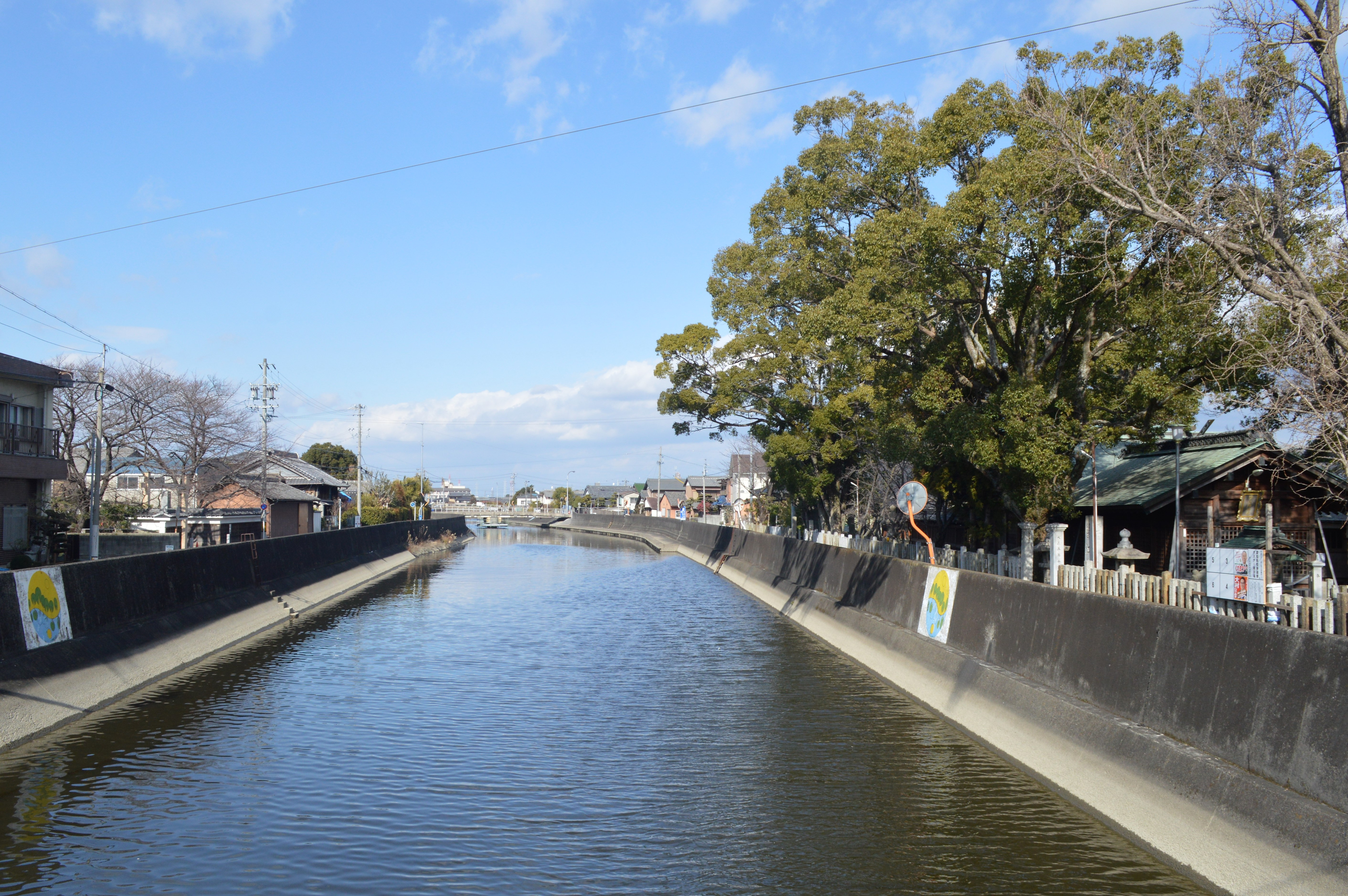
蟹江川

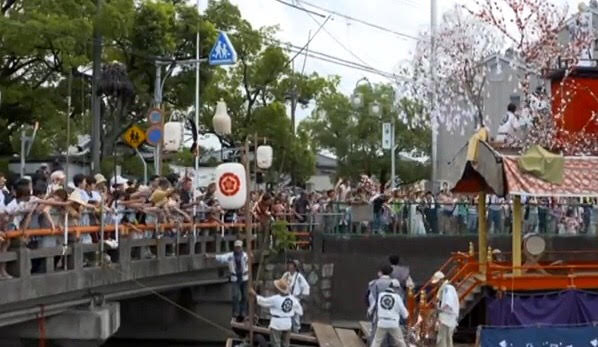
朝祭で天王橋に到着した車楽船

須成祭（すなりまつり）は、愛知県海部郡蟹江町の冨吉建速神社・八剱社両社の祭礼として行われる川祭。

## 概要
疫病退散を祈願する天王信仰（牛頭天王の信仰）の祭礼であり、須成天王祭（すなりてんのうまつり）とも呼ばれる。

## 歴史
冨吉建速神社（とみよしたてはやじんじゃ）はかつて牛頭天王社（ごずてんのうしゃ）と呼ばれていた。祭りの起源は定かではないが、天文17年（1548年）に織田信長が牛頭天王社の社殿を修復した際には、祭礼を今後も継続するように命じており、この時にはすでに行われていた。天正12年（1584年）には、羽柴秀吉陣営と織田信雄・徳川家康陣営が戦った蟹江城合戦によって牛頭天王社の社殿が焼失したが、須成祭は何らかの形で続けられたとされる。文禄年間（1592年 - 1595年）にはこの地域で疫病が流行したが、豊臣秀吉は後世に至っても祭礼をなおざりにしないよう命じている。
江戸時代には尾張徳川公が須成祭に対して50石を給与している。寛文年間（1661年 - 1673年）に編纂された『寛文村々覚書』でも言及されている。弘化3年（1846年）に完成した『尾張志』にも牛頭天王社の祭礼として登場する。このため、須成祭を厳密にいえば「冨吉建速神社・八剱社両社の祭礼」ではなく「冨吉建速神社の祭礼」である。

## 特徴
疫病退散を祈願する天王信仰に由来する祭りである。7月初旬から10月下旬まで約100日間に渡って行事が続くことから、「百日祭り」という別名を持つ。
「神葭の神事」（みよしのしんじ）と「車楽船の川祭」（だんじりぶねのかわまつり）の2部で構成されている。蟹江川の河岸に茂るヨシを刈って神体として冨吉建速神社に祀り、災厄をヨシに託して蟹江川に流す。このヨシは7日間にわたって蟹江川に浮かべられ、その後70日間は冨吉建速神社の神棚に祀った後、燃やすことで神葭の神事は終了する。100日間に及ぶこの神事で住民の疫病退散を祈願する。
なお、須成祭同様に神葭の神事を行う祭礼としては、津島神社（津島市）の尾張津島天王祭、熱田神宮摂社南新宮社（名古屋市熱田区）の南新宮社祭、津島社（長野県松本市堀込）の裸祭りなどもある。須成祭同様に川祭りの神事を行う祭礼としては、津島神社の津島祭、川上神社（清須市）の清洲天王祭、浅間社（名古屋市中川区）の下之一色川祭、津島社（長野県下伊那郡阿南町）の深見の祇園祭などもある。

## 日程
- 朝祭22日前 - 稚児定め
- 朝祭14日前 - 多度大社参拝、宿入り
- 朝祭13日前 - 稽古始め
- 朝祭8日前 - 葭刈準備（神葭の神事）
- 朝祭7日前 - 葭刈（神葭の神事）、大注連縄起し、船がらみ
- 朝祭3日前 - 稽古上げ
- 8月第1土曜日（宵祭） - みそぎ、天王参り、宿囃子・祭船の運航
- 8月第1土曜日の翌日（朝祭） - 山起し、祭船の運航・天王囃子、山下し
- 朝祭1日後 - 神葭流し（神葭の神事）
- 朝祭7日後 - 棚上り（神葭の神事）
- 朝祭41日後 - 中湯立て（神葭の神事）
- 朝祭77日後 - 棚下し（神葭の神事）

※ 日程の出典は蟹江町観光協会

## 文化財
1980年（昭和55年）には須成祭が愛知県指定無形民俗文化財に指定された。2012年（平成24年）3月8日に「須成祭の車楽船行事と神葭流し」として重要無形民俗文化財に指定された。2016年（平成28年）12月1日には、「山・鉾・屋台行事」としてユネスコの無形文化遺産に登録された。2018年（平成30年）5月26日には須成祭をメインテーマとする蟹江町観光交流センター「祭人（さいと）」が開館した。

## ギャラリー

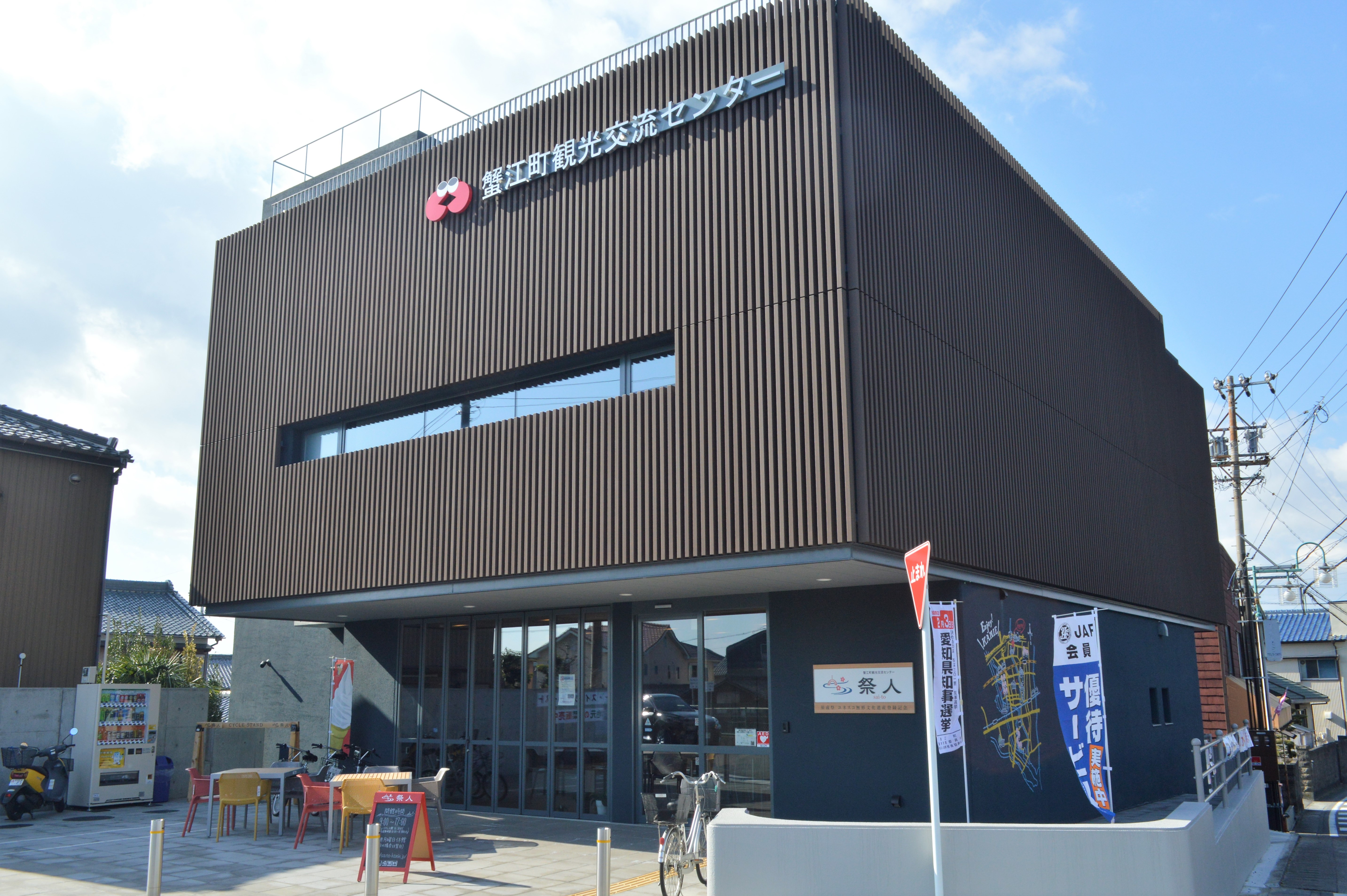
蟹江町観光交流センター「祭人」
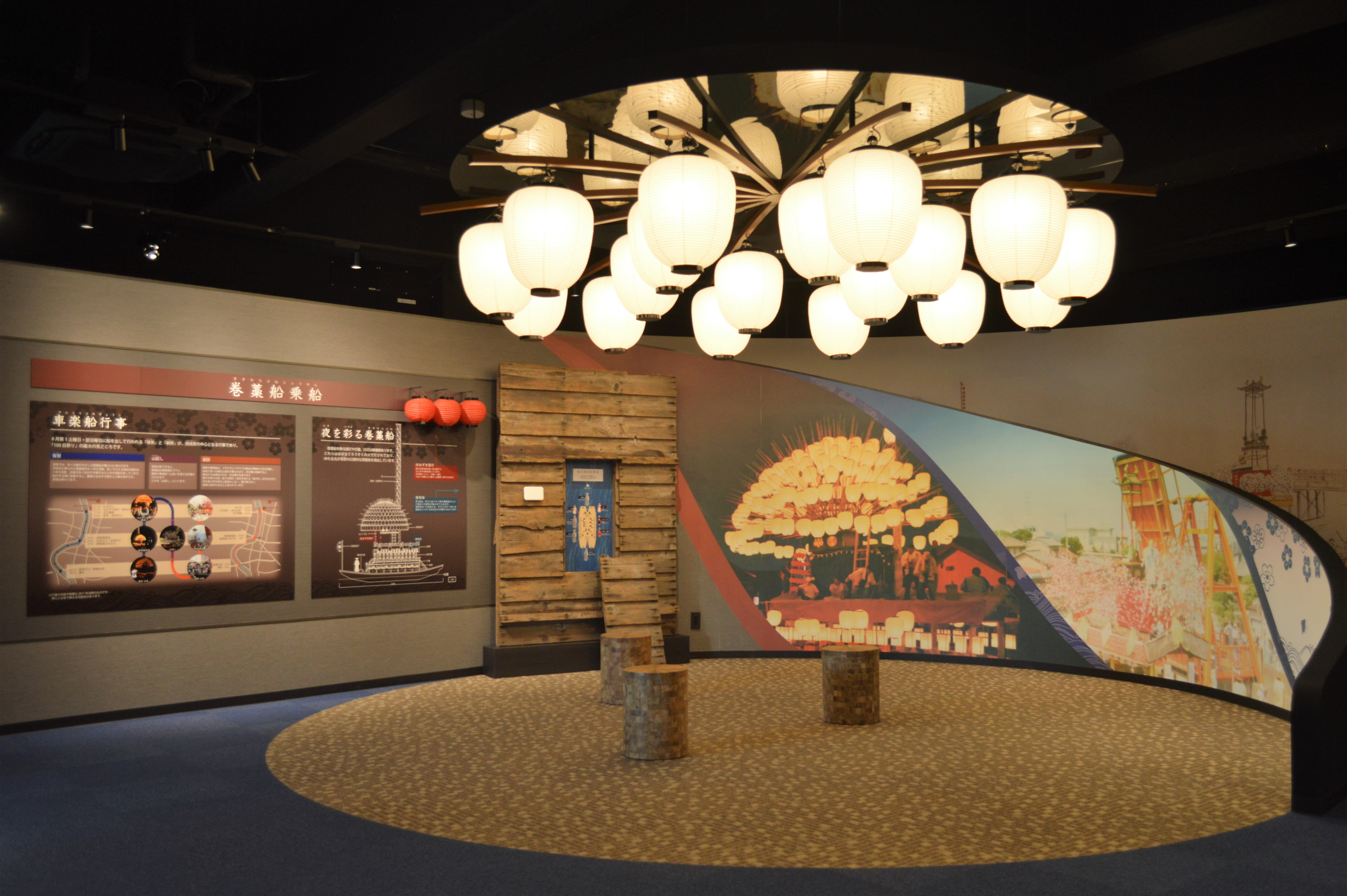
「祭人」内の須成祭ミュージアム
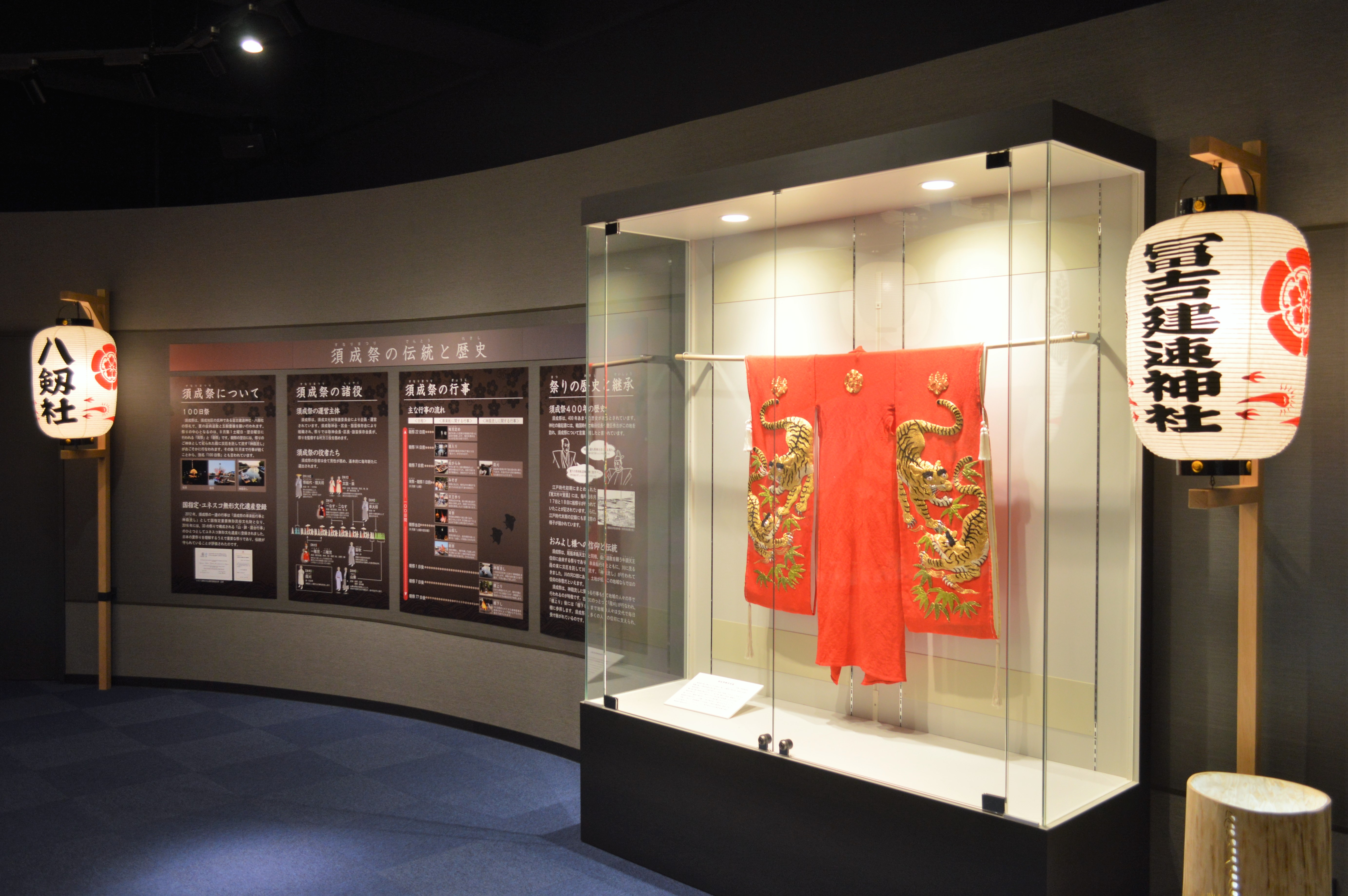
祭礼時に稚児が着る装束
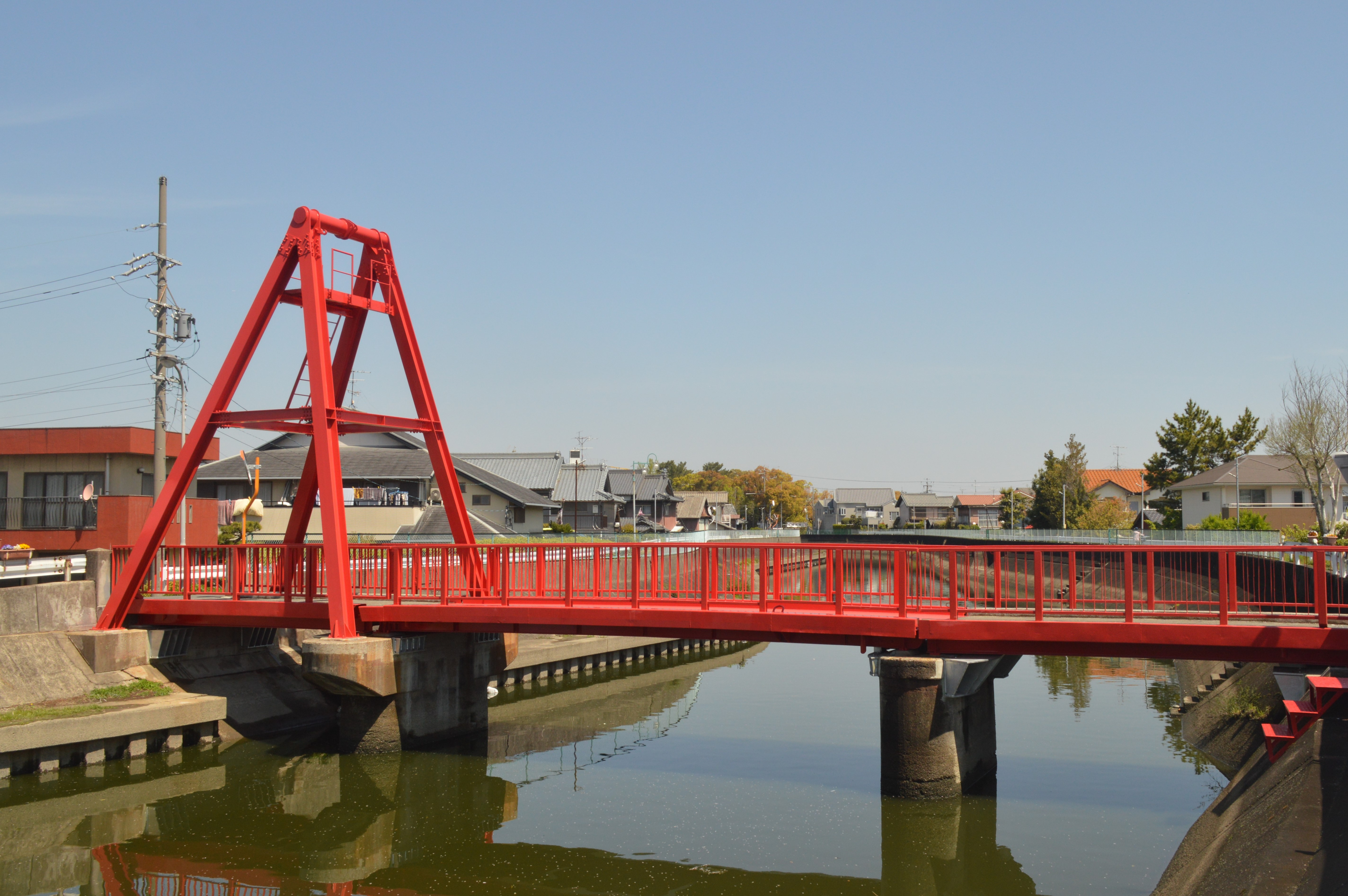
通常時の御葭橋